# Juillet 1999

## Événements
- Festival de Woodstock 1999
- Protestations étudiantes en Iran de juillet 1999
- 3 au 25 juillet : Tour de France 1999
- 4 et 5 juillet : le Derecho à la frontière canado-américaine fait pour plus de 100 million $US de dommages et 4 morts.
- 7 juillet, Guerre civile de Sierra Leone : Accords de Lomé.
- 8 juillet : Vaira Vīķe-Freiberga devient la 3e présidente de la Lettonie depuis son indépendance en 1990.
- 9 juillet : Sangay Ngedup devient Premier ministre du Bhoutan.
- 10 juillet, Deuxième guerre du Congo : Accord de cessez-le-feu de Lusaka, jamais appliqué.
- 11 juillet (Formule 1) : Grand Prix automobile de Grande-Bretagne.
- 23 juillet : décès de Hassan II, roi du Maroc, après 38 ans de règne.
- 25 juillet :
  - Formule 1 : Grand Prix automobile d'Autriche.
  - Débuts de l'« administration Kouchner », dirigeant de la MINUK, mission des Nations unies au Kosovo.
- 26 juillet : fin du conflit de Kargil entre l'Inde et le Pakistan.
- 30 juillet : intronisation de Mohammed VI, roi du Maroc.
- 31 juillet - 7 aout : le 84e congrès mondial d’espéranto a lieu à Berlin. Il est suivi par 2712 participants venus de 65 pays et a pour thème « Mondialisation : des chances de paix ? ».

## Naissances
- 9 juillet : Viny Beltramelli, pilote automobile français
- 12 juillet : Zhou Xia, athlète handisport chinoise.
- 13 juillet : Martin Bourgeois République, biathlète français.
- 14 juillet : Kim Ji-yoo, patineuse de vitesse sur piste courte sud-coréenne.
- 17 juillet : Lisandro Cuxi, chanteur français d'origine portugaise et cap-verdienne.
- 20 juillet :
  - Pop Smoke, rappeur américain († 19 février 2020).
  - Alexandra de Hanovre, princesse autrichienne.
- 21 juillet : Rebecca Kamau, nageuse kényane.
- 30 juillet : Joey King, actrice américaine.

## Décès
- 14 juillet : 
  - Pietro Tarchini, coureur cycliste suisse.
  - Gar Samuelson, batteur américain.
- 16 juillet :
  - John Fitzgerald Kennedy, Jr., fils de John F. Kennedy